# حشره‌خوار ریوکیو
حشره‌خوار ریوکیو (نام علمی: Crocidura orii) نام یک گونه از سرده حشره‌خوارهای دندان‌سفید است.